# Montfaucon (Gard)
Pour les articles homonymes, voir Montfaucon.
Montfaucon est une commune française située dans l'est du département du Gard en région Occitanie.
Exposée à un climat méditerranéen, elle est drainée par le Rhône, le Nizon, Dérivation de Caderousse. La commune possède un patrimoine naturel remarquable : un site Natura 2000 (« le Rhône aval ») et trois zones naturelles d'intérêt écologique, faunistique et floristique.
Montfaucon est une commune urbaine qui compte 1 525 habitants en 2022, après avoir connu une forte hausse de la population depuis 1962.  Elle fait partie de l'aire d'attraction d'Avignon. Ses habitants sont appelés les Montfauconnais ou  Montfauconnaises.
Le patrimoine architectural de la commune comprend un immeuble protégé au titre des monuments historiques : le château, inscrit en 1926.

## Géographie

### Localisation
Situé au bord du Rhône, au sud de Bagnole-sur-Cèze au Nord d'Avignon. Faisant partie du Gard rhodanien.

### Communes limitrophes
Les communes limitrophes sont Caderousse, Laudun-l'Ardoise, Roquemaure, Saint-Geniès-de-Comolas et Orange.

### Hydrographie et relief
La commune est bordée par le Rhône, au nord. Le fleuve sert de limite de commune et de département entre Montfaucon, dans le Gard, et Caderousse dans le Vaucluse.

### Climat
Pour des articles plus généraux, voir Climat de l'Occitanie et Climat du Gard.
En 2010, le climat de la commune est de type climat méditerranéen franc, selon une étude s'appuyant sur une série de données couvrant la période 1971-2000. En 2020, Météo-France publie une typologie des climats de la France métropolitaine dans laquelle la commune est exposée à un climat méditerranéen et est dans la région climatique Provence, Languedoc-Roussillon, caractérisée par une pluviométrie faible en été, un très bon ensoleillement (2 600 h/an), un été chaud (21,5 °C), un air très sec en été, sec en toutes saisons, des vents forts (fréquence de 40 à 50 % de vents > 5 m/s) et peu de brouillards.
Pour la période 1971-2000, la température annuelle moyenne est de 14,1 °C, avec une amplitude thermique annuelle de 18 °C. Le cumul annuel moyen de précipitations est de 728 mm, avec 5,7 jours de précipitations en janvier et 2,9 jours en juillet. Pour la période 1991-2020, la température moyenne annuelle observée sur la station météorologique la plus proche, située sur la commune de Pujaut à 8 km à vol d'oiseau, est de 14,6 °C et le cumul annuel moyen de précipitations est de 672,8 mm,. Pour l'avenir, les paramètres climatiques de la commune estimés pour 2050 selon différents scénarios d’émission de gaz à effet de serre sont consultables sur un site dédié publié par Météo-France en novembre 2022.

### Milieux naturels et biodiversité

#### Réseau Natura 2000

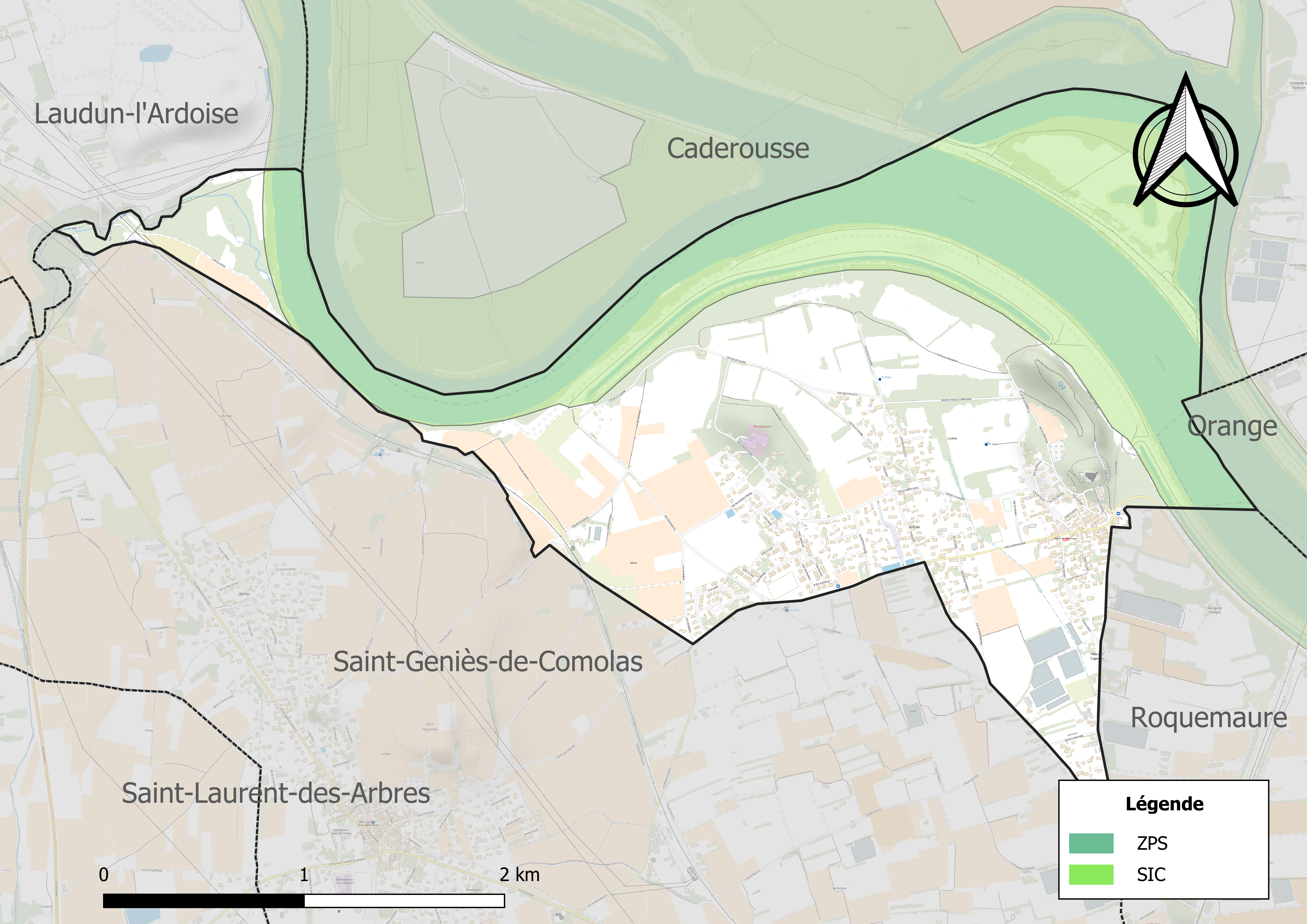
Site Natura 2000 sur le territoire communal.

Le réseau Natura 2000 est un réseau écologique européen de sites naturels d'intérêt écologique élaboré à partir des directives habitats et oiseaux, constitué de zones spéciales de conservation (ZSC) et de zones de protection spéciale (ZPS).
Un site Natura 2000 a été défini sur la commune au titre de la directive habitats : « le Rhône aval », d'une superficie de 12 579 ha0.

#### Zones naturelles d'intérêt écologique, faunistique et floristique
L’inventaire des zones naturelles d'intérêt écologique, faunistique et floristique (ZNIEFF) a pour objectif de réaliser une couverture des zones les plus intéressantes sur le plan écologique, essentiellement dans la perspective d’améliorer la connaissance du patrimoine naturel national et de fournir aux différents décideurs un outil d’aide à la prise en compte de l’environnement dans l’aménagement du territoire.
Une ZNIEFF de type 1 est recensée sur la commune :
« le Vieux Rhône de la Piboulette et des Broteaux » (223 ha), couvrant 2 communes dont 1 dans le Gard et 1 dans le Vaucluse et deux ZNIEFF de type 2, : 
- « le Rhône » (3 202 ha), couvrant 27 communes dont 2 dans l'Ardèche, 1 dans les Bouches-du-Rhône, 12 dans le Gard et 12 dans le Vaucluse[12] ;
- « le Rhône et ses canaux » (3 879 ha), couvrant 15 communes du département[13].

Carte des ZNIEFF de type 1 et 2 à Montfaucon.
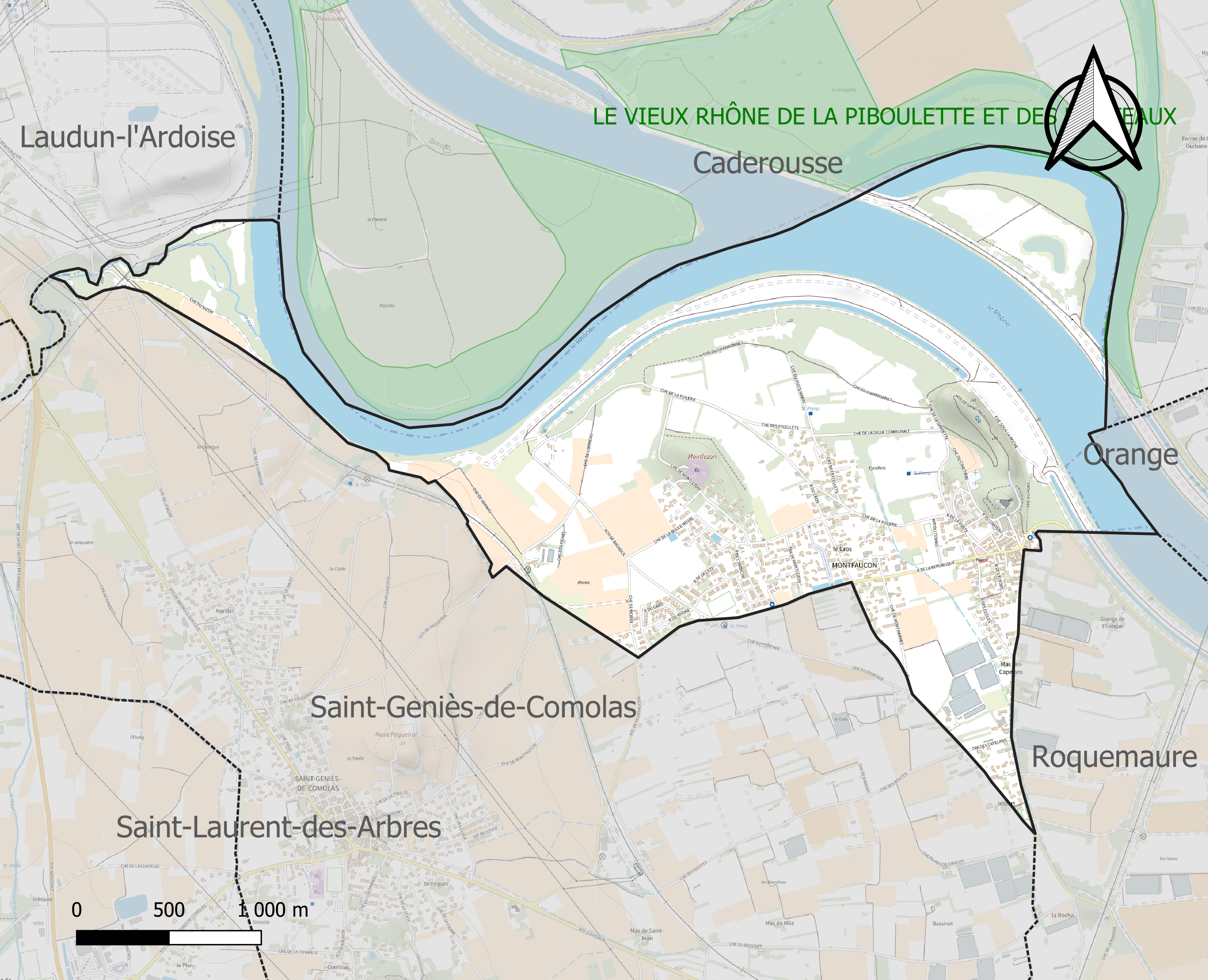
Carte de la ZNIEFF de type 1 sur la commune.
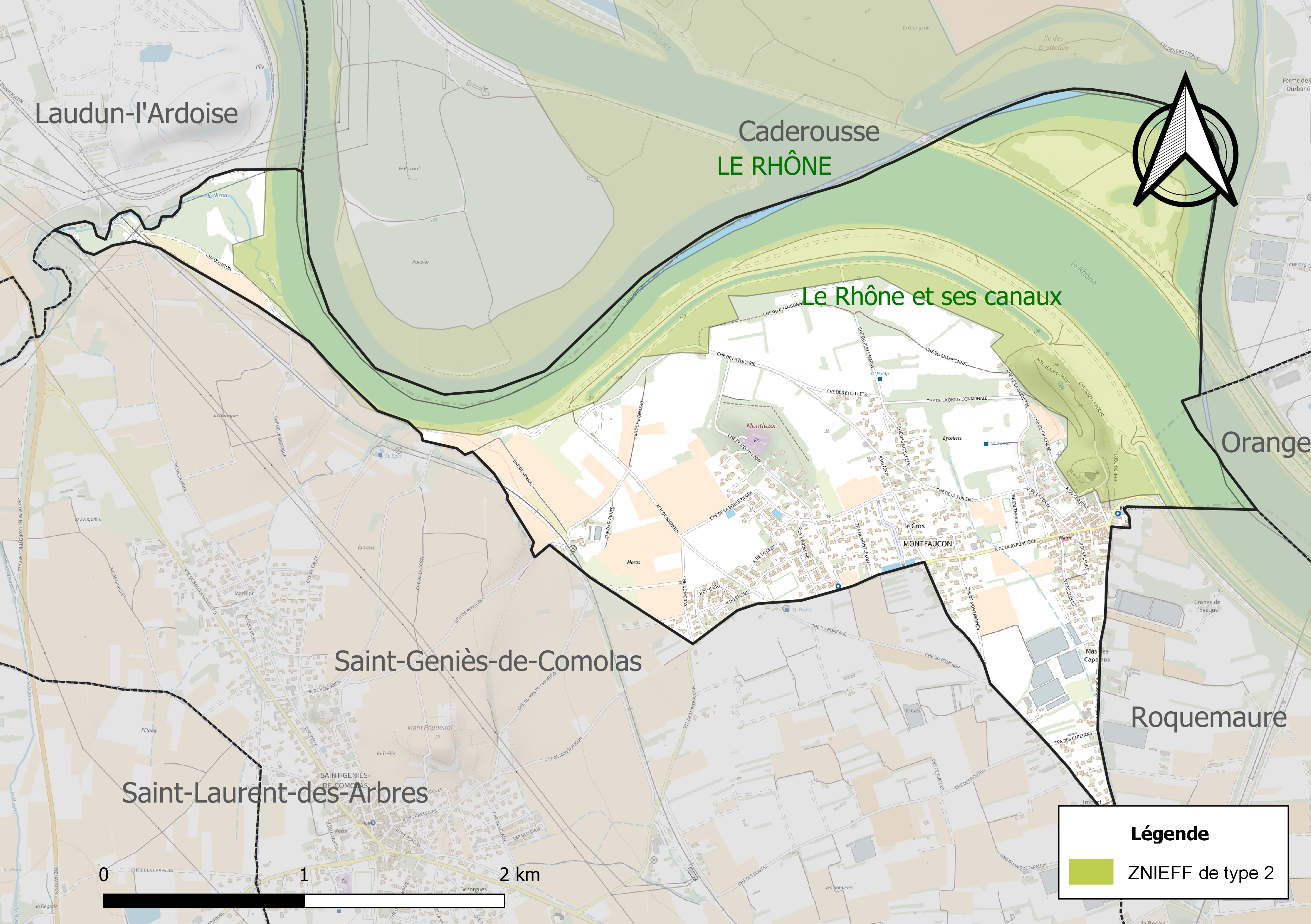
Carte des ZNIEFF de type 2 sur la commune.

## Urbanisme

### Typologie
Au 1er janvier 2024, Montfaucon est catégorisée petite ville, selon la nouvelle grille communale de densité à sept niveaux définie par l'Insee en 2022.
Elle est située hors unité urbaine. Par ailleurs la commune fait partie de l'aire d'attraction d'Avignon, dont elle est une commune de la couronne,. Cette aire, qui regroupe 48 communes, est catégorisée dans les aires de 200 000 à moins de 700 000 habitants,.

### Occupation des sols

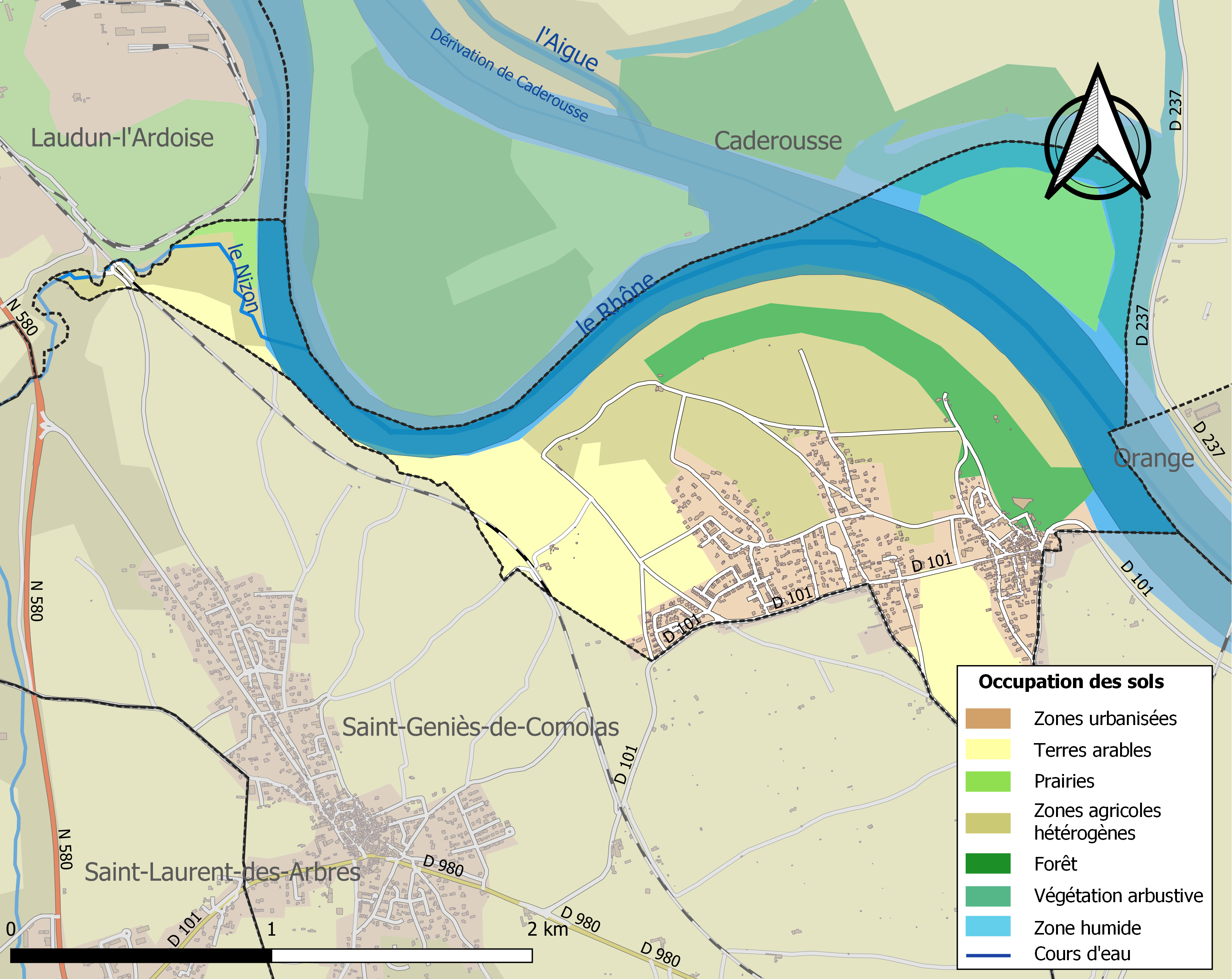
Carte des infrastructures et de l'occupation des sols de la commune en 2018 (CLC).

L'occupation des sols de la commune, telle qu'elle ressort de la base de données européenne d’occupation biophysique des sols Corine Land Cover (CLC), est marquée par l'importance des territoires agricoles (46,4 % en 2018), en augmentation par rapport à 1990 (44 %). La répartition détaillée en 2018 est la suivante : 
zones agricoles hétérogènes (27,8 %), eaux continentales (21,2 %), cultures permanentes (18 %), zones urbanisées (17,9 %), forêts (8,1 %), milieux à végétation arbustive et/ou herbacée (6,4 %), prairies (0,6 %). L'évolution de l’occupation des sols de la commune et de ses infrastructures peut être observée sur les différentes représentations cartographiques du territoire : la carte de Cassini (XVIIIe siècle), la carte d'état-major (1820-1866) et les cartes ou photos aériennes de l'IGN pour la période actuelle (1950 à aujourd'hui).

### Voies de communication et transports

#### Axes ferroviaires
Le village se trouve à proximité de la LGV Méditerranée dont la gare la plus proche se trouve à Avignon.

#### Axes routiers
Le village est desservi par l'autoroute A7 (sortie 21 Orange-Centre située à 14 km) et par l'autoroute A9 (sortie 22 Roquemaure située à 9 km)

### Risques majeurs
Le territoire de la commune de Montfaucon est vulnérable à différents aléas naturels : météorologiques (tempête, orage, neige, grand froid, canicule ou sécheresse), inondations, feux de forêts et séisme (sismicité modérée). Il est également exposé à trois risques technologiques,  le transport de matières dangereuses et la rupture d'un barrage et le risque nucléaire. Un site publié par le BRGM permet d'évaluer simplement et rapidement les risques d'un bien localisé soit par son adresse soit par le numéro de sa parcelle.

#### Risques naturels
La commune fait partie du territoire à risques importants d'inondation (TRI) d'Avignon – plaine du Tricastin – Basse vallée de la Durance, regroupant 90 communes du bassin de vie d'Avignon, Orange et de la basse vallée de la Durance, un des 31 TRI qui ont été arrêtés fin 2012 sur le bassin Rhône-Méditerranée. Il a été retenu au regard des risques de débordements du Rhône, de la Durance, de la Cèze, du Lez (84), de l'Ardèche, de l'Eygues, du Rieu (Foyro), de la Meyne, de l'Ouvèze, des Sorgues, des rivières du Sud-Ouest du mont Ventoux, de la Nesque, du Calavon et de l'Èze. Les crues récentes significatives sont celles d'octobre 1993 (Rhône-Lez), de janvier et novembre 1994 (Rhône, Durance, Calavon, Ouvèze), de décembre 1997, de  novembre 2000, de mai 2008 (Durance), de décembre 2003 (Rhône, Calavon), de septembre 1992 (Ouvèze), de septembre 2002 et de 2003 (Aygue, Rieu Foyro), de septembre 1958, de septembre 1992 (Ardèche), de septembre 1993 (Èze). Des cartes des surfaces inondables ont été établies pour trois scénarios : fréquent (crue de temps de retour de 10 ans à 30 ans), moyen (temps de retour de 100 ans à 300 ans) et extrême (temps de retour de l'ordre de 1 000 ans, qui met en défaut tout système de protection),. La commune a été reconnue en état de catastrophe naturelle au titre des dommages causés par les inondations et coulées de boue survenues en 1982, 1994, 2002 et 2008,.

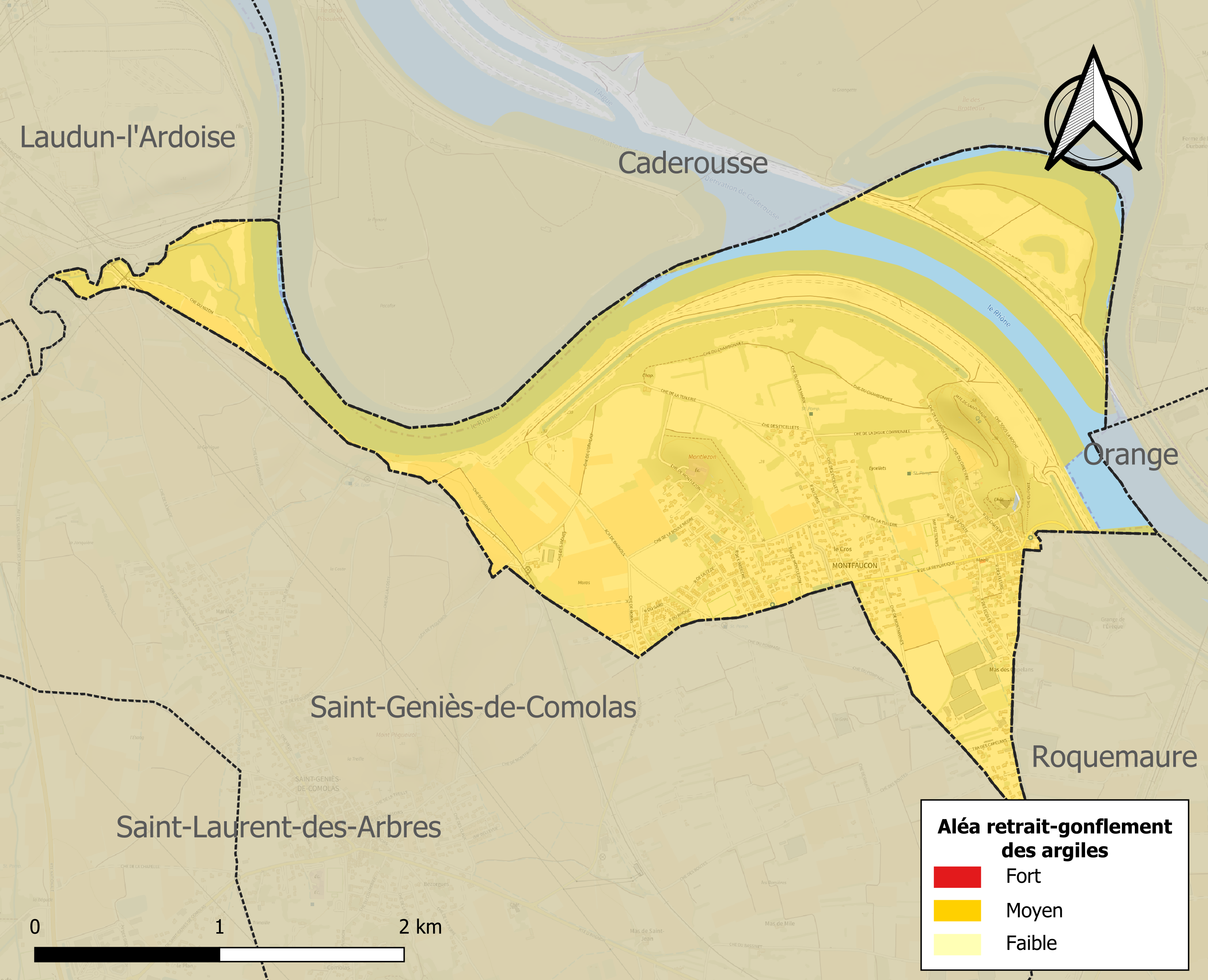
Carte des zones d'aléa retrait-gonflement des sols argileux de Montfaucon.

Le retrait-gonflement des sols argileux est susceptible d'engendrer des dommages importants aux bâtiments en cas d’alternance de périodes de sécheresse et de pluie. 95,1 % de la superficie communale est en aléa moyen ou fort (67,5 % au niveau départemental et 48,5 % au niveau national). Sur les 595 bâtiments dénombrés sur la commune en 2019, 595 sont en aléa moyen ou fort, soit 100 %, à comparer aux 90 % au niveau départemental et 54 % au niveau national. Une cartographie de l'exposition du territoire national au retrait gonflement des sols argileux est disponible sur le site du BRGM,.
Par ailleurs, afin de mieux appréhender le risque d’affaissement de terrain, l'inventaire national des cavités souterraines permet de localiser celles situées sur la commune.

#### Risques technologiques
Le risque de transport de matières dangereuses sur la commune est lié à sa traversée par des infrastructures routières ou ferroviaires importantes ou la présence d'une canalisation de transport d'hydrocarbures. Un accident se produisant sur de telles infrastructures est en effet susceptible d’avoir des effets graves au bâti ou aux personnes jusqu’à 350 m, selon la nature du matériau transporté. Des dispositions d’urbanisme peuvent être préconisées en conséquence.
La commune est en outre située en aval de l'aménagement hydroélectrique de la Compagnie nationale du Rhône de Caderousse. À ce titre elle est susceptible d’être touchée par l’onde de submersion consécutive à la rupture de cet ouvrage.
En cas d’accident grave, certaines installations nucléaires sont susceptibles de rejeter dans l’atmosphère de l’iode radioactif. La commune étant située dans le périmètre de sûreté autour de la centrale nucléaire du Tricastin, elle est exposée au risque nucléaire. À ce titre les habitants de la commune ont bénéficié, à titre préventif, d'une distribution de comprimés d’iode stable dont l’ingestion avant rejet radioactif permet de pallier les effets sur la thyroïde d’une exposition à de l’iode radioactif. En cas d'incident ou d'accident nucléaire, des consignes de confinement ou d'évacuation peuvent être données et les habitants peuvent être amenés à ingérer, sur ordre du préfet, les comprimés d'iode.

## Toponymie
Provençal Mount-Faucoun, italien Monte Falcone, du latin Mons Falco.

## Histoire

### Préhistoire
Montfaucon est un village occupé depuis le néolithique.

### Antiquité
La colline de Saint-Maur est en grande partie occupée par un oppidum gaulois, avec céramiques à vernis noir, cinq foyers sans décor en argile, fibules en bronze, céramique non tournée, céramique pseudo-ionienne subgéométrique rhodanienne, amphores étrusques et massaliètes des IVe siècle av. J.-C. Oppidum actuellement boisé en grande partie, superficie de 7 ha. Les fragments de céramique attestent qu'il est occupé de l'âge du fer jusqu'à l'époque républicaine voire peut-être augustéenne. Au pied est de la colline, a pu exister un port fluvial, à son emplacement ont été recueillis tessons d'amphores étrusques, amphores massaliètes, céramiques grises monochromes dit vases phocéens, vases pseudo-ioniens. Non loin du cimetière, ont été découvertes lors de prospections de nombreux céramiques gauloises et grecques. Le nord de la colline de Saint-Maur, a livré deux tombes d'enfants aménagées en Tegula. Le mobilier funéraire se composait de petites clochettes. Le lieu-dit Pas d'Hannibal rappelle que le célèbre général carthaginois traversa le Rhône non loin de là.

### Moyen Âge
L'actuel village est connu depuis le XIe siècle. Il fut possédé au XVe siècle par le sénéchal de Beaucaire, Claude de Laudun de Vèzenobre. Le château fort fut bâti au XIe siècle sur le rocher de Saint-Maur. Il permettait le contrôle du trafic fluvial sur le Rhône ainsi que la perception des droits de péage.

### Époque moderne
Au XVIe siècle, pour une raison encore inconnue, le château est détruit.

### Époque contemporaine
Le château est restauré et agrandi en 1891 par le baron Louis de Montfaucon. En la mémoire de sa mère Agatha Clavering, Louis donna au château une forme triangulaire inspiré des châteaux écossais. Il est unique en France. Il fait face à Châteauneuf-du-Pape, Montfaucon étant situé sur la rive droite du Rhône.

## Politique et administration

### Liste des maires
| Période                                  | Période  | Identité        | Étiquette | Qualité                                                                      |
| ---------------------------------------- | -------- | --------------- | --------- | ---------------------------------------------------------------------------- |
| avant 1981                               | ?        | Jean Balazut    |           |                                                                              |
| 1995                                     | 2014     | Joël Manzanère  | UMP       | Médecin, président de la communauté de communes de la Côte du Rhône gardoise |
| 2014                                     | 2017     | Éric Moutafis   |           | SDIS                                                                         |
| 2017                                     | En cours | Olivier Robelet | SE        | Pharmacien                                                                   |
| Les données manquantes sont à compléter. |          |                 |           |                                                                              |

## Population et société

### Démographie
L'évolution du nombre d'habitants est connue à travers les recensements de la population effectués dans la commune depuis 1793. Pour les communes de moins de 10 000 habitants, une enquête de recensement portant sur toute la population est réalisée tous les cinq ans, les populations de référence des années intermédiaires étant quant à elles estimées par interpolation ou extrapolation. Pour la commune, le premier recensement exhaustif entrant dans le cadre du nouveau dispositif a été réalisé en 2004.

En 2022, la commune comptait 1 525 habitants, en évolution de +3,18 % par rapport à 2016 (Gard : +2,97 %, France hors Mayotte : +2,11 %).
| 1793 | 1800 | 1806 | 1821 | 1831 | 1836 | 1841 | 1846 | 1851 |
| ---- | ---- | ---- | ---- | ---- | ---- | ---- | ---- | ---- |
| 275  | 303  | 329  | 395  | 482  | 543  | 524  | 487  | 531  |

| 1856 | 1861 | 1866 | 1872 | 1876 | 1881 | 1886 | 1891 | 1896 |
| ---- | ---- | ---- | ---- | ---- | ---- | ---- | ---- | ---- |
| 578  | 571  | 582  | 576  | 564  | 566  | 578  | 587  | 575  |

| 1901 | 1906 | 1911 | 1921 | 1926 | 1931 | 1936 | 1946 | 1954 |
| ---- | ---- | ---- | ---- | ---- | ---- | ---- | ---- | ---- |
| 543  | 530  | 529  | 502  | 506  | 461  | 526  | 504  | 550  |

| 1962 | 1968 | 1975  | 1982  | 1990  | 1999  | 2004  | 2006  | 2009  |
| ---- | ---- | ----- | ----- | ----- | ----- | ----- | ----- | ----- |
| 590  | 658  | 1 058 | 1 153 | 1 266 | 1 329 | 1 303 | 1 295 | 1 399 |

| 2014  | 2019  | 2022  | - | - | - | - | - | - |
| ----- | ----- | ----- | - | - | - | - | - | - |
| 1 432 | 1 521 | 1 525 | - | - | - | - | - | - |

### Enseignement
{{1 bâtiment maternelle 2 ou 3 classes selon les effectifs 
1 bâtiment primaire 4 classes  …}}

## Économie

### Revenus
En 2018  (données Insee publiées en septembre 2021), la commune compte 616 ménages fiscaux, regroupant 1 536 personnes. La médiane du revenu disponible par unité de consommation est de 21 970 € (20 020 € dans le département).

### Emploi
|                | 2008   | 2013  | 2018  |
| -------------- | ------ | ----- | ----- |
| Commune        | 8,9 %  | 7,2 % | 8,5 % |
| Département    | 10,6 % | 12 %  | 12 %  |
| France entière | 8,3 %  | 10 %  | 10 %  |

En 2018, la population âgée de 15 à 64 ans s'élève à 911 personnes, parmi lesquelles on compte 77,5 % d'actifs (69 % ayant un emploi et 8,5 % de chômeurs) et 22,5 % d'inactifs,. En  2018, le taux de chômage communal (au sens du recensement) des 15-64 ans est inférieur à celui de la France et du département, alors qu'en 2008 il était supérieur à celui de la France.
La commune fait partie de la couronne de l'aire d'attraction d'Avignon, du fait qu'au moins 15 % des actifs travaillent dans le pôle,. Elle compte 119 emplois en 2018, contre 135 en 2013 et 148 en 2008. Le nombre d'actifs ayant un emploi résidant dans la commune est de 637, soit un indicateur de concentration d'emploi de 18,6 % et un taux d'activité parmi les 15 ans ou plus de 59 %.
Sur ces 637 actifs de 15 ans ou plus ayant un emploi, 82 travaillent dans la commune, soit 13 % des habitants. Pour se rendre au travail, 92,1 % des habitants utilisent un véhicule personnel ou de fonction à quatre roues, 1,2 % les transports en commun, 2,2 % s'y rendent en deux-roues, à vélo ou à pied et 4,5 % n'ont pas besoin de transport (travail au domicile).

### Activités hors agriculture

#### Secteurs d'activités
77 établissements sont implantés  à Montfaucon au 31 décembre 2019. Le tableau ci-dessous en détaille le nombre par secteur d'activité et compare les ratios avec ceux du département,.
| Secteur d'activité                                                                                        | Commune | Commune | Département |
| Secteur d'activité                                                                                        | Nombre  | %       | %           |
| --- | ------- | ------- | ----------- |
| Ensemble                                                                                                  | 77      |         |             |
| Industrie manufacturière, industries extractives et autres                                                | 6       | 7,8 %   | (7,9 %)     |
| Construction                                                                                              | 21      | 27,3 %  | (15,5 %)    |
| Commerce de gros et de détail, transports, hébergement et restauration                                    | 19      | 24,7 %  | (30 %)      |
| Information et communication                                                                              | 2       | 2,6 %   | (2,2 %)     |
| Activités financières et d'assurance                                                                      | 1       | 1,3 %   | (3 %)       |
| Activités spécialisées, scientifiques et techniques et activités de services administratifs et de soutien | 13      | 16,9 %  | (14,9 %)    |
| Administration publique, enseignement, santé humaine et action sociale                                    | 7       | 9,1 %   | (13,5 %)    |
| Autres activités de services                                                                              | 8       | 10,4 %  | (8,8 %)     |

Le secteur de la construction est prépondérant sur la commune puisqu'il représente 27,3 % du nombre total d'établissements de la commune (21 sur les 77 entreprises implantées  à Montfaucon), contre 15,5 % au niveau départemental.

#### Entreprises et commerces
Les deux entreprises ayant leur siège social sur le territoire communal qui génèrent le plus de chiffre d'affaires en 2020 sont : 
- MF Conseils, commerce de gros (commerce interentreprises) de combustibles et de produits annexes (1 050 k€)
- Bmg30, services administratifs combinés de bureau (2 k€)

### Agriculture
La commune est dans la vallée du Rhône, une petite région agricole occupant la frange est du département du Gard. En 2020, l'orientation technico-économique de l'agriculture  sur la commune est la polyculture et/ou le polyélevage. 
|               | 1988 | 2000 | 2010 | 2020 |
| ------------- | ---- | ---- | ---- | ---- |
| Exploitations | 42   | 24   | 18   | 11   |
| SAU (ha)      | 370  | 269  | 262  | 287  |

Le nombre d'exploitations agricoles en activité et ayant leur siège dans la commune est passé de 42 lors du recensement agricole de 1988  à 24 en 2000 puis à 18 en 2010 et enfin à 11 en 2020, soit une baisse de 74 % en 32 ans. Le même mouvement est observé à l'échelle du département qui a perdu pendant cette période 61 % de ses exploitations,. La surface agricole utilisée sur la commune a également diminué, passant de 370 ha en 1988 à 287 ha en 2020. Parallèlement la surface agricole utilisée moyenne par exploitation a augmenté, passant de 9 à 26 ha.

## Culture locale et patrimoine

### Édifices civils
- La mairie.
- Le château de Montfaucon  Inscrit MH (1926)[36].
- Les oppidums :
  - Saint-Maur, tumulus des Ve et IVe siècles av. J.-C.
  - Les Eysselets, tombe à incinération d'époque augustéenne.
  - Jouanas, tombe gallo-romaine à incinération.

### Édifices religieux
Montfaucon dispose d'un lieu de culte catholique régulier, l'église Saint-Maur et Saint-Martin, et abrite une petite chapelle du XIXe siècle et une ancienne chapelle médiévale devenue prieuré, partiellement en ruine.
- Chapelle Saint-Martin du Jonquier.

#### L'église Saint-Maur et Saint-Martin de Montfaucon
L'église est dédiée à Saint-Maur et Saint-Martin, elle est située au centre du village, face à la mairie. Elle a été mise en service en 1841, en remplacement de la petite église du XVIe siècle aujourd'hui détruite qui était située sous le château.
Son fronton porte l'inscription latine Domus Dei porta cœli - 1841 signifiant « la maison de Dieu (est) la porte du ciel. »
Elle abrite un maître-autel en marqueterie de marbre et des fonts baptismaux sans doute d'origine romaine, tous deux offerts par le baron de Montfaucon.

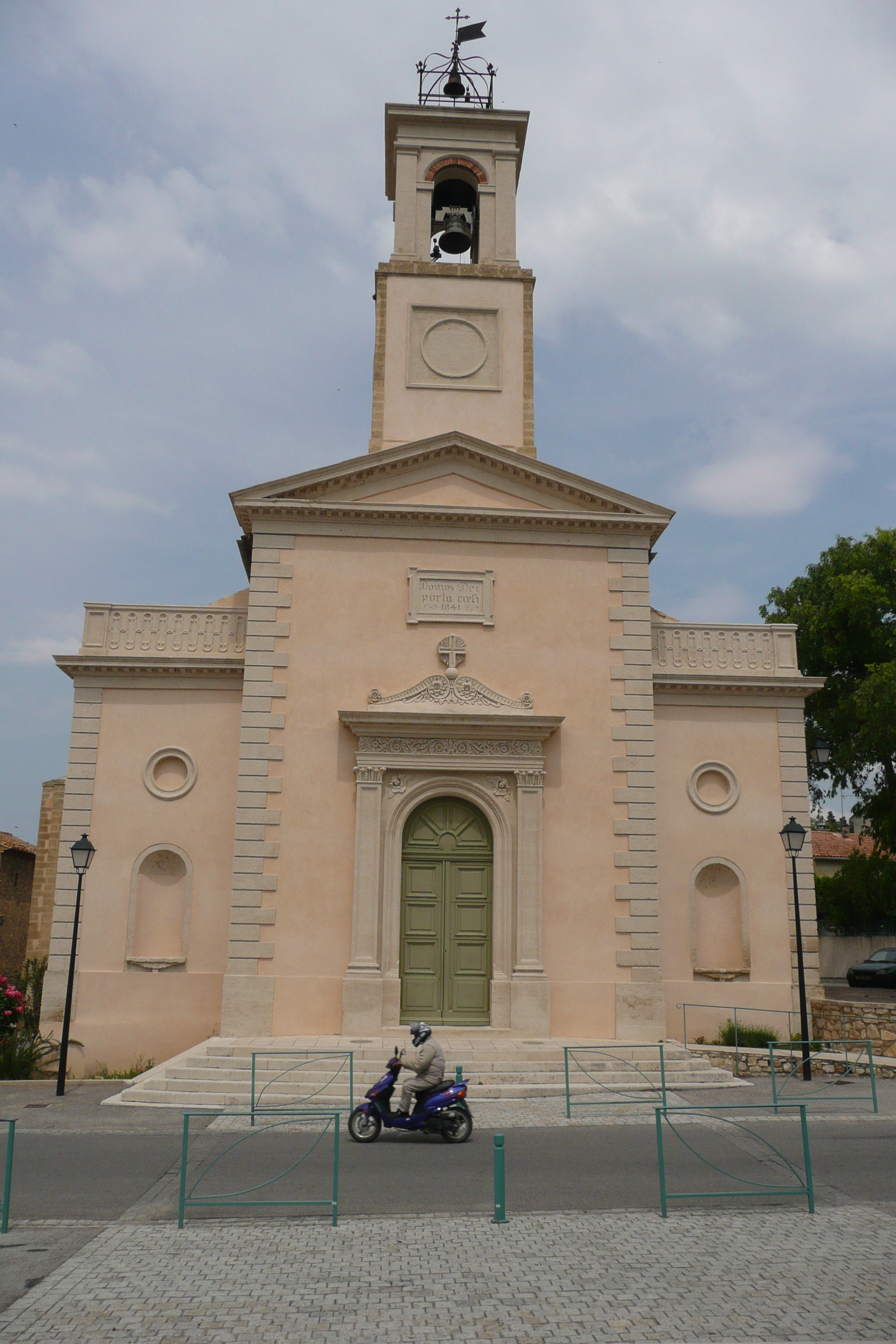
Porche de l'église
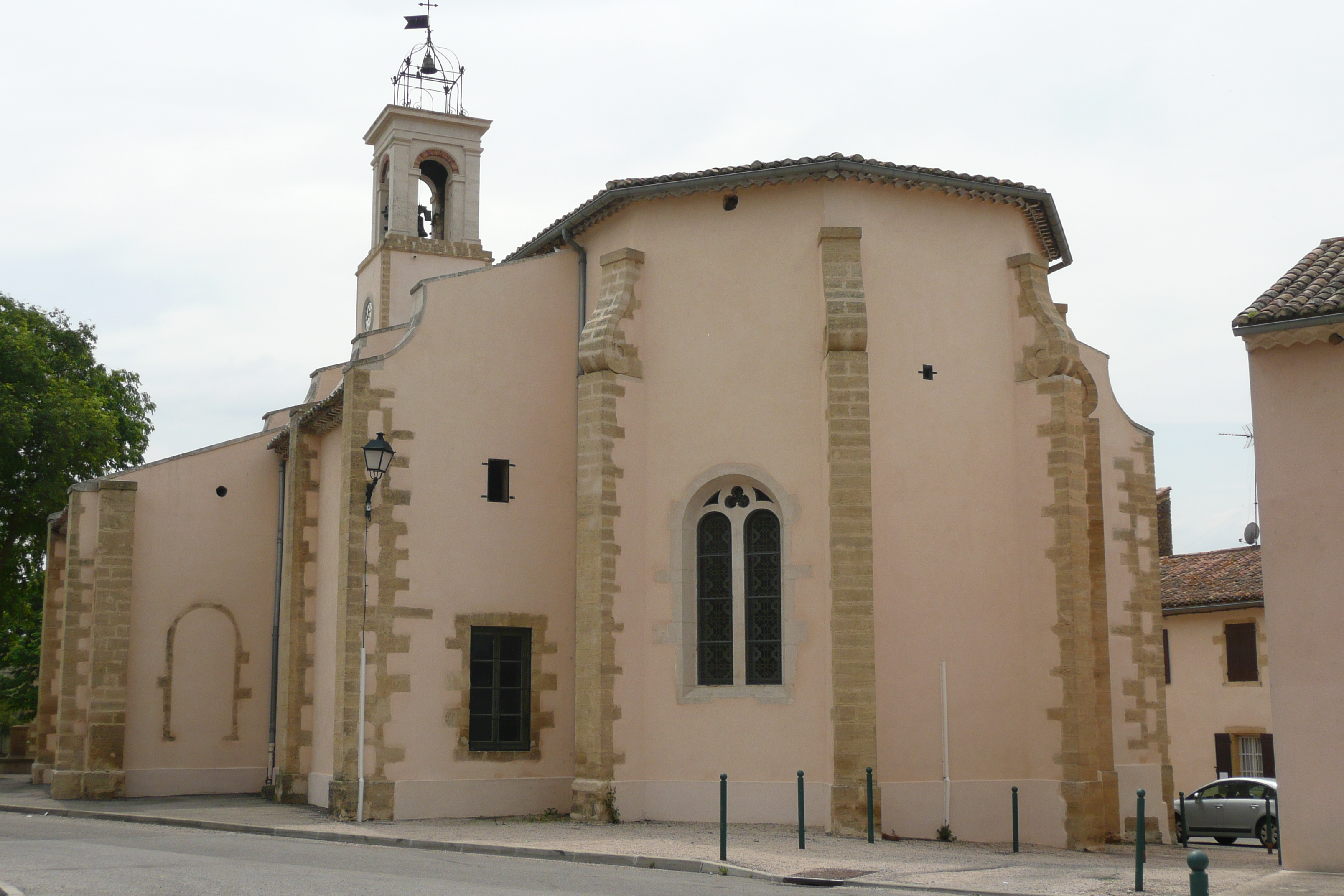
Arrière de l'église

#### Le prieuré Saint-Martin de Ribéris
Le prieuré Saint-Martin de Ribéris (ou Saint-Martin du Jonquier) est situé dans la plaine agricole à l'extrémité ouest de la commune et près du Rhône. De style roman, la construction initiale date du Xe siècle, mais son abside a été surélevée au XIIIe puis au XIVe siècle.
Le prieuré aurait été lié au passage du Rhône vers le port de Saint-Martin des Ribiers de Caderousse, à travers les méandres du fleuve séparant à l'époque une multitude de petites îles, et de ce fait utilisé comme abri et refuge par les bateliers et les voyageurs.
Encore utilisé jusqu'au milieu du XXe siècle, le prieuré de Saint-Martin de Ribéris est aujourd'hui abandonné et partiellement en ruine. Toutefois, depuis 2013, l’association des Amis du prieuré de Saint-Martin-de-Ribéris tente de le restaurer et de le mettre en valeur.

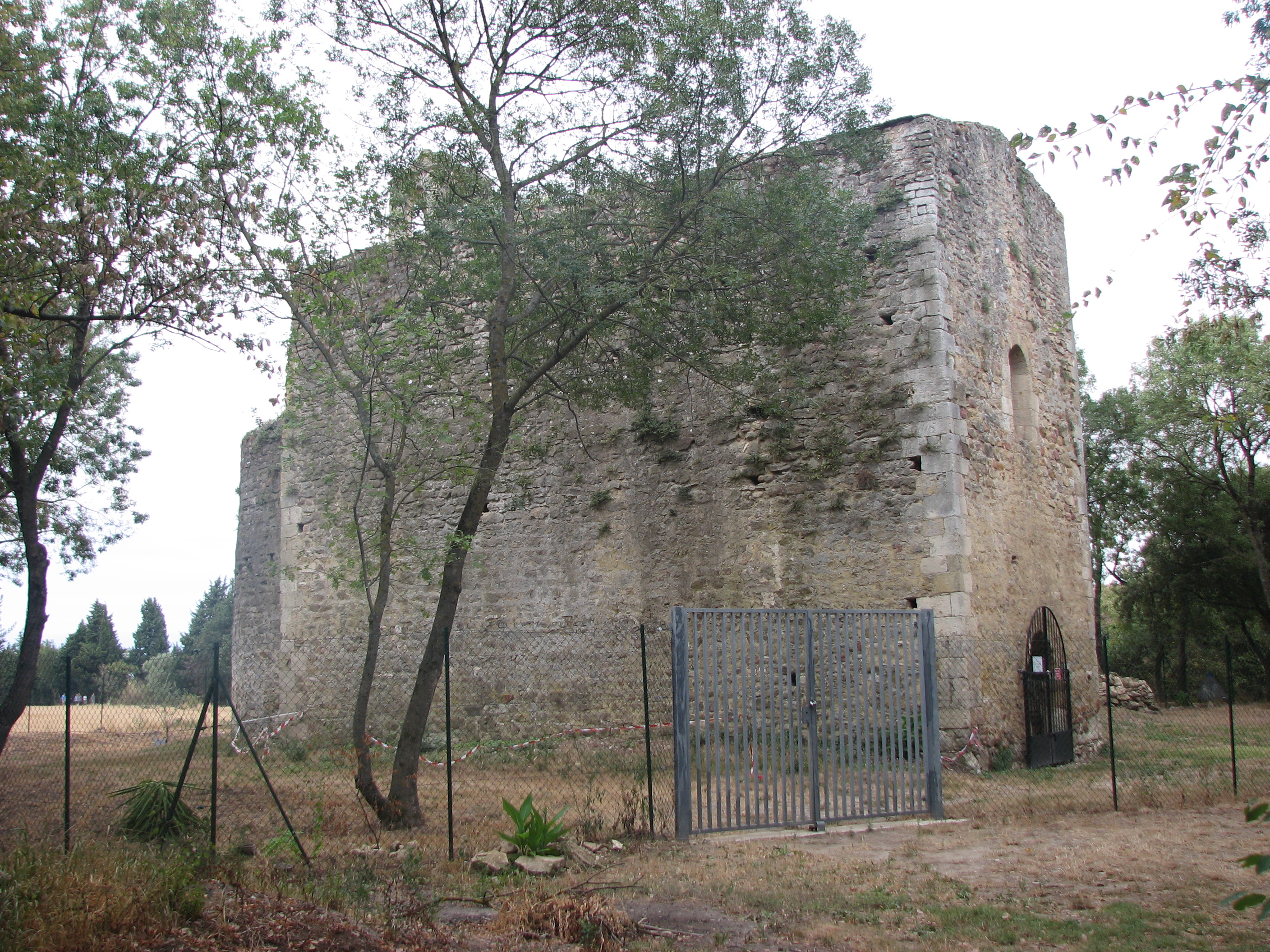
Entrée du prieuré
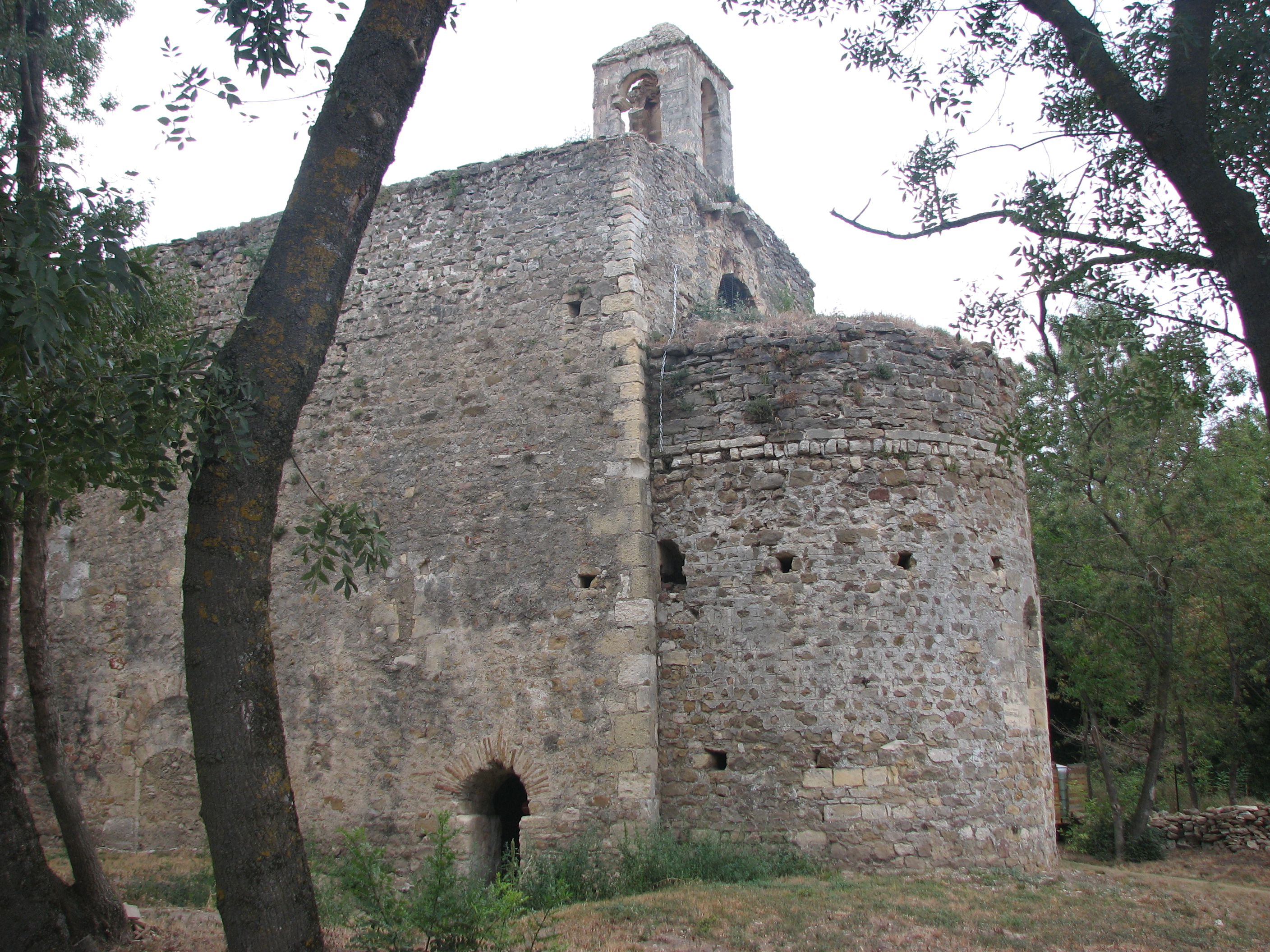
Arrière et abside du prieuré
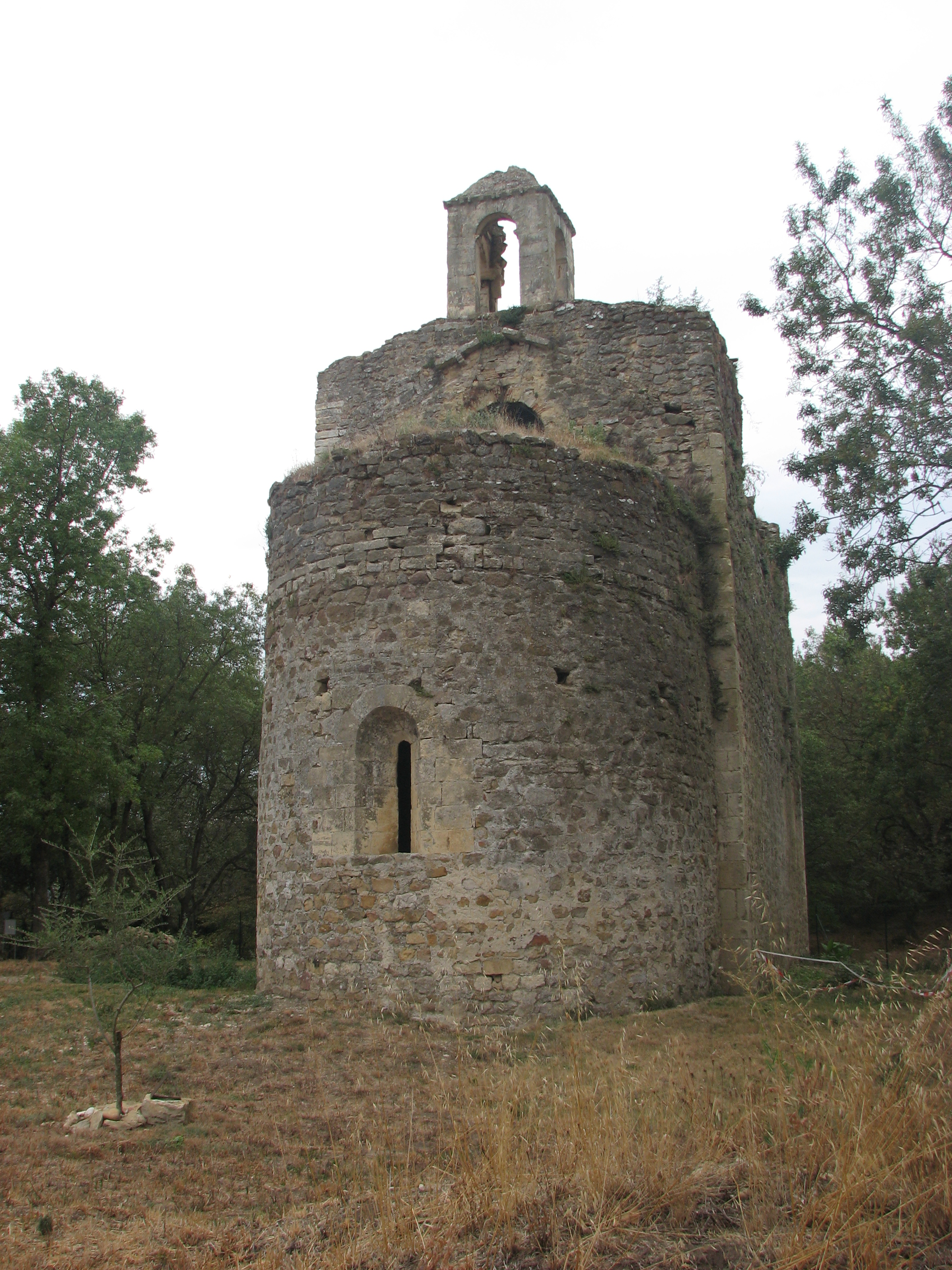
Abside du prieuré
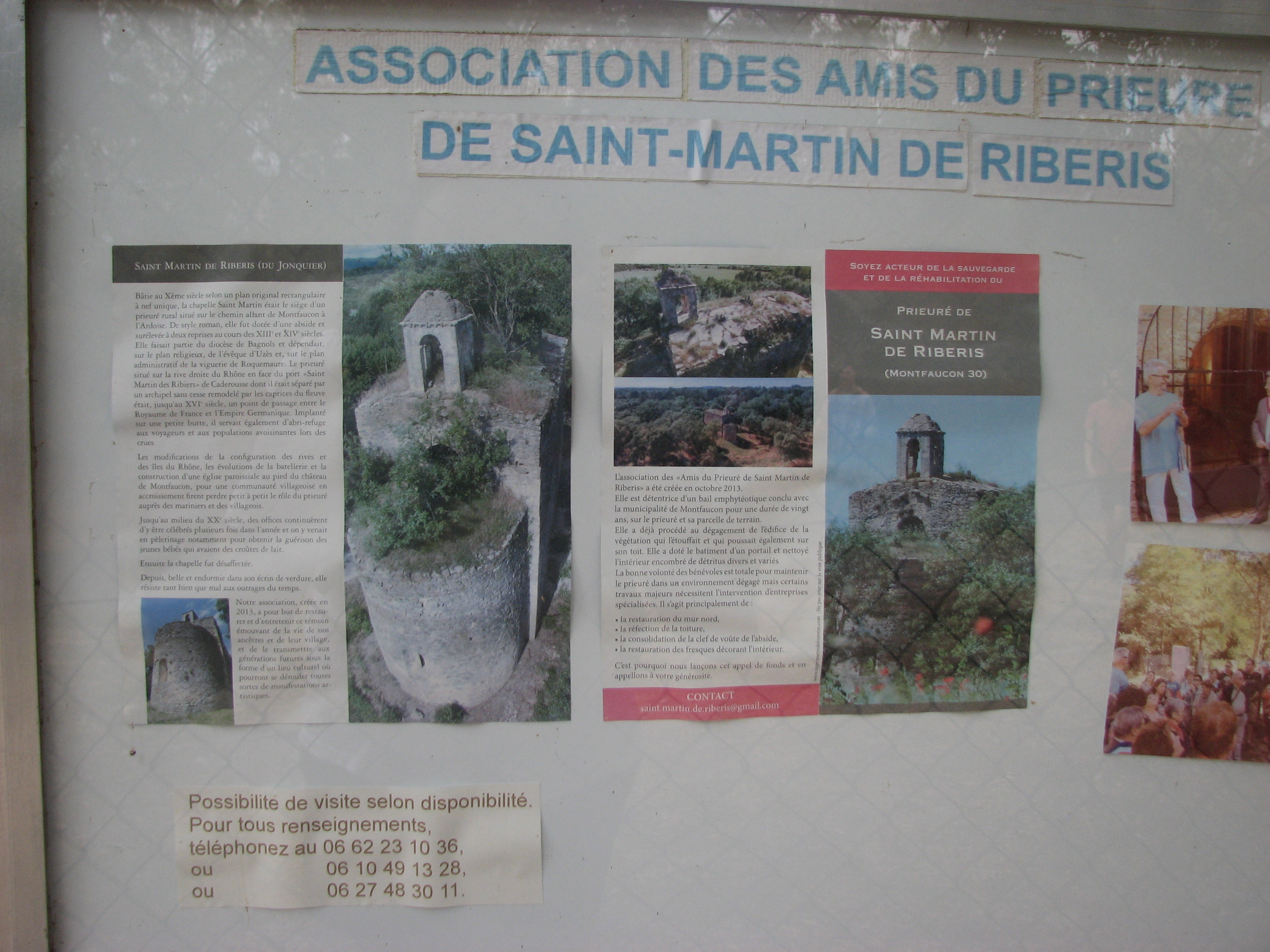
Visites et travaux en cours

#### La chapelle Saint-Maur de Montfaucon
La petite chapelle Saint-Maur est située sur la barre rocheuse séparant le Rhône du village, à peu près sur le point culminant local. Elle domine ainsi le cours du fleuve, d'où elle était visible pour les bateliers qui se plaçaient sous la protection de saint Maur.
Elle a été reconstruite au XIXe siècle sur les fondations d'un édifice antérieur.

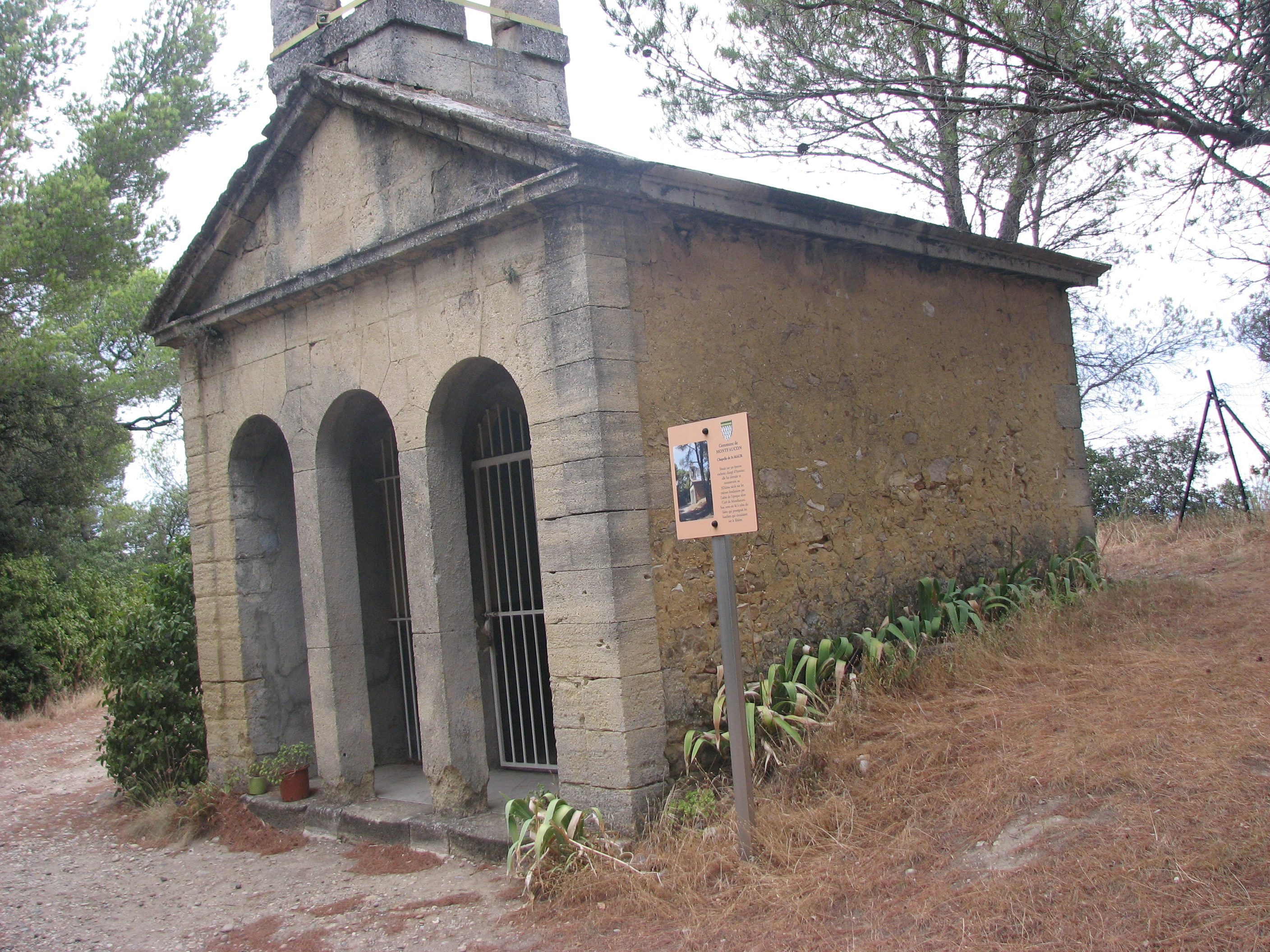
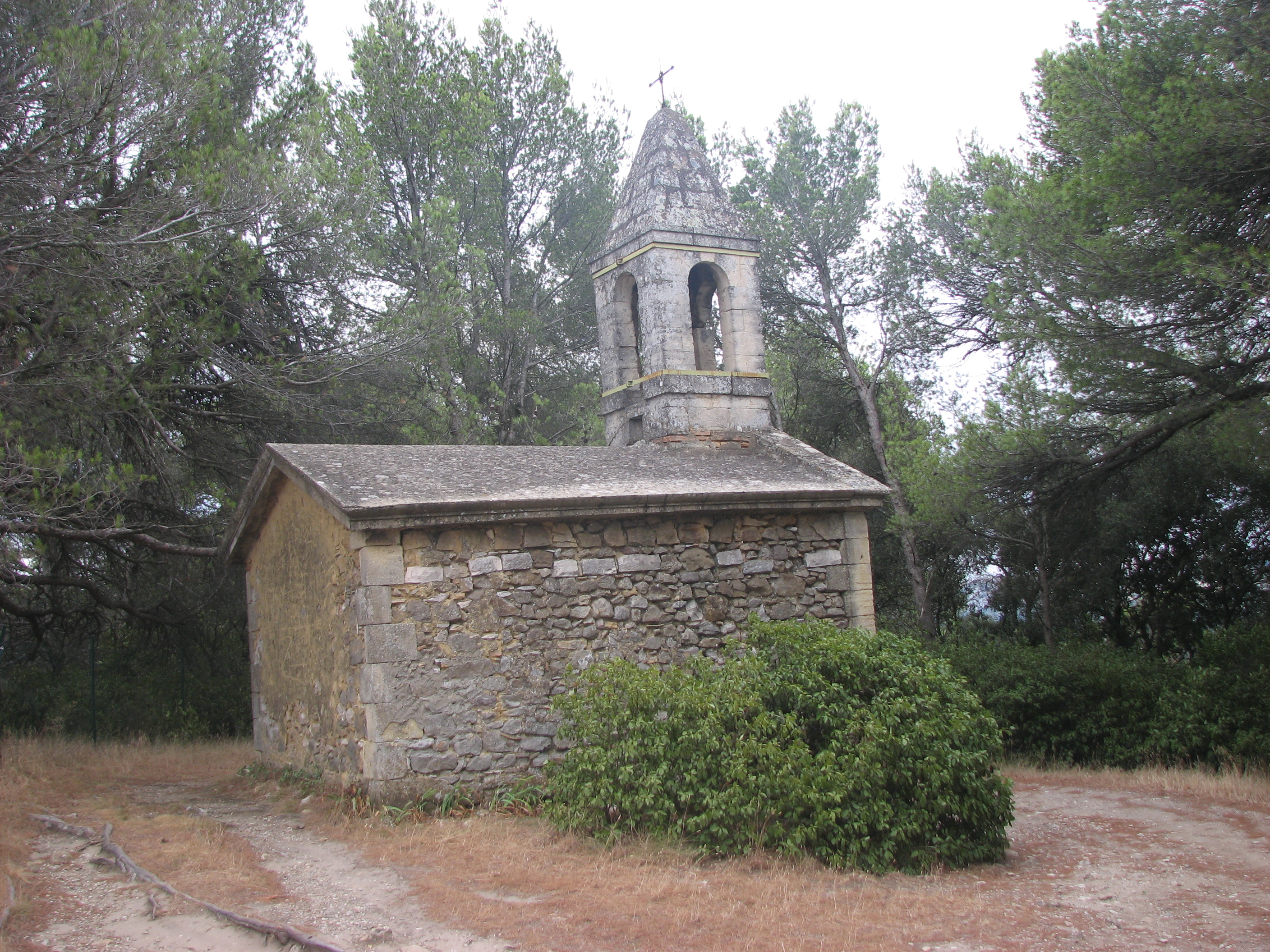
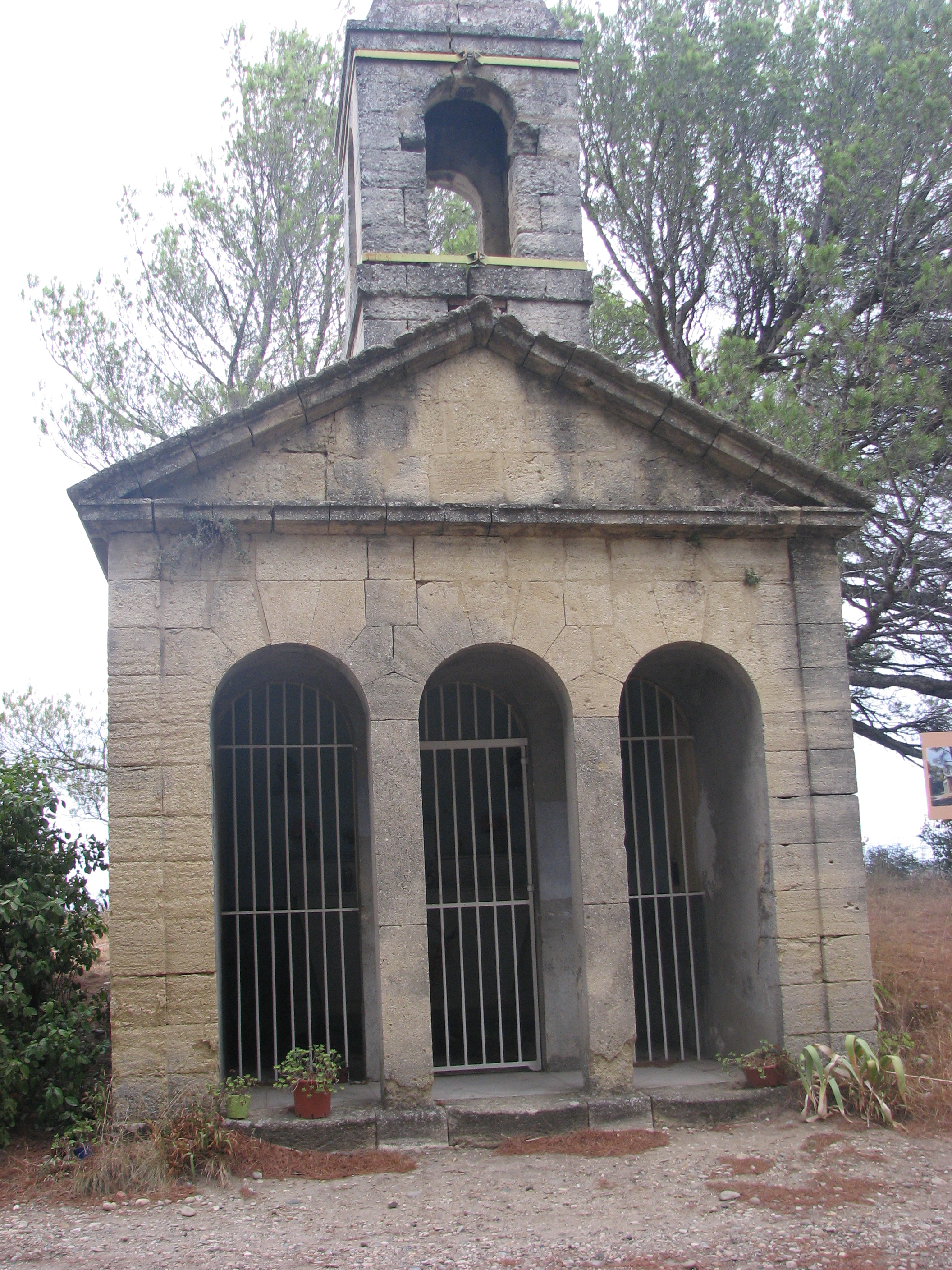
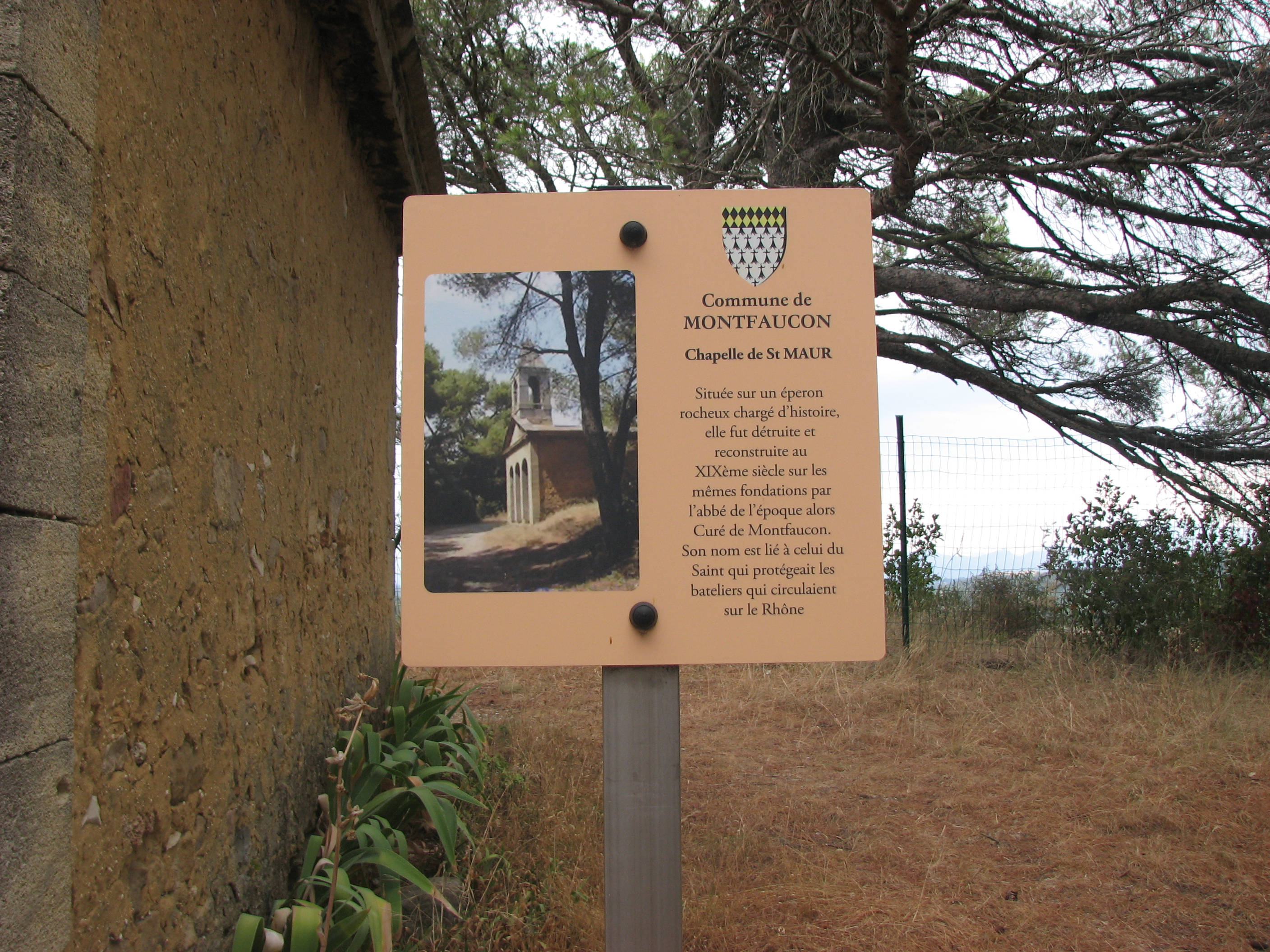

### Personnalités liées à la commune
- Louis Pertuis de Montfaucon (1790-1842), homme politique né et décédé à Montfaucon, député du Vaucluse.

## Héraldique
| Blason de Montfaucon | Blason  | D'hermine, à un chef losangé d'or et de sable.   |
| Blason de Montfaucon | Détails | Le statut officiel du blason reste à déterminer. |